# Zieglerspital
Das Zieglerspital war ein öffentliches Krankenhaus im Weissenbühlquartier im Süden der Schweizer Stadt Bern und war angrenzend an Wabern, Spiegel bei Bern und Liebefeld (Gemeinde Köniz) situiert. Es wurde 1868 gegründet und per Ende August 2015 aufgelöst. Das Spital stellte für Teile der Stadt Bern sowie für die Gemeinden Köniz und Schwarzenburg die medizinische Grund- und Notfallversorgung sicher und war eng mit den jeweiligen lokalen Hausärzten vernetzt. Das Zieglerspital beherbergte zudem die geriatrische Universitätsklinik.

## Geschichte
Der 1867 verstorbene Handelsmann Georg Emanuel Ludwig Ziegler hinterliess der Stadt Bern sein Vermögen von 1,7 Mio. Franken mit der Vorgabe, ein Spital für unbemittelte, aber wohlbeleumdete Einwohner, Einsassen und Burger zu errichten. Zu diesem Vermächtnis gehörte die Campagne Bellevue, die er 1858 erworben hatte. Nachdem 1868 die Zieglerstiftung errichtet worden war, begann in der Campagne Bellevue der Spitalbetrieb.

Das Zieglerspital im Dreieck in der Mitte dieser Swissair-Flugaufnahme von 1994

1881 erhielt die Campagne einen Anbau des Architekten Eduard von Rodt. Weitere Erweiterungen erfolgten 1951 mit dem Renferhaus, dem Schwesternhaus 1957 sowie dem Bettenhochhaus und dem Personalhaus 1976. Der Krankenhausbetrieb wurde 1979 aus der Zieglerstiftung herausgelöst und durch den Spitalverband Bern übernommen. Der Spitalverband ging 2007 in der Spital Netz Bern AG auf, deren Verwaltungsrat seit 2012 mit dem Stiftungsrat der Inselspital-Stiftung identisch war.

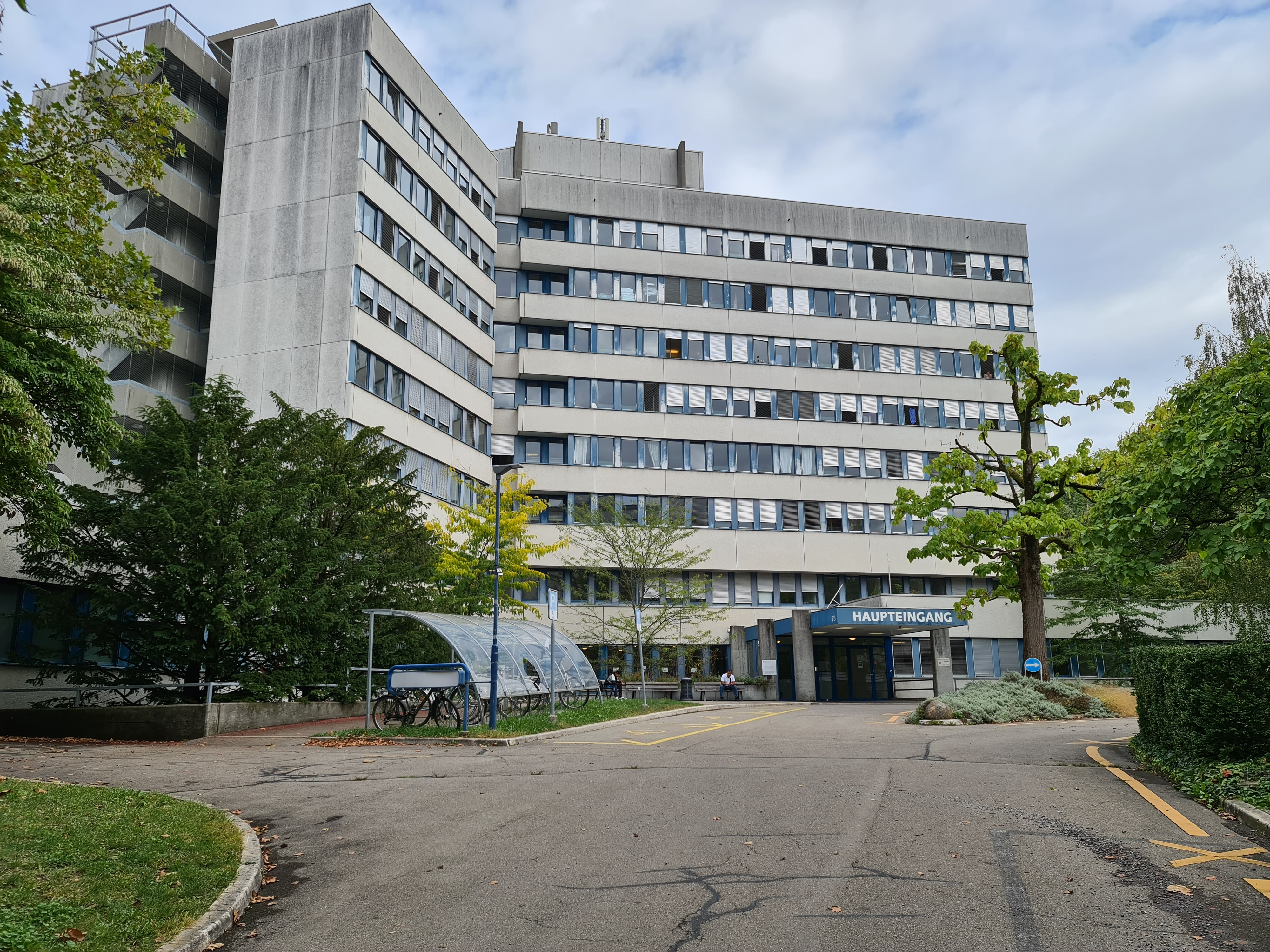
Das als Spital gebaute Hauptgebäude während seiner Nutzung als Bundeszentrum für Asylsuchende (2020)

Das Zieglerspital stellte den Betrieb Ende August 2015 ein. Es sollte zunächst durch ein neues Stadtspital auf dem Areal des Tiefenauspitals ersetzt werden. Als Zwischennutzung bis zur Neuüberbauung des Geländes wurde im Gebäude des bisherigen Zieglerspitals im Frühjahr 2016 für maximal acht Jahre ein Empfangs- und Verfahrenszentrum des Bundes für bis zu 350 Asylsuchende eingerichtet.

## Archive
- Archiv der Zieglerstiftung im Stadtarchiv Bern
- Streubestände in der Burgerbibliothek Bern